# Tanguy Barro
Tanguy Sie Herman Barro (ur. 13 września 1982 w Oradarze) – burkiński piłkarz grający na pozycji pomocnika.

## Kariera klubowa
Karierę piłkarską Barro rozpoczął w klubie RC Bobo-Dioulasso z miasta Bobo-Dioulasso. W jego barwach zadebiutował w 2000 roku w pierwszej lidze burkińskiej. W 2001 roku odszedł do francuskiego drugoligowca Chamois Niortais FC. Tam grał do 2006 roku, a w sezonie 2004/2005 był wypożyczony do trzecioligowego Besançon RC. Następnie w latach 2006-2009 występował w Belgii. Był tam piłkarzem drugoligowych KRC Waregem oraz KAS Eupen. W 2009 roku wrócił do Chamois Niortais. W 2010 roku został piłkarzem amatorskiego UA Cognac. W sezonie 2011/2012 grał w Stade Ruffec.

## Kariera reprezentacyjna
W reprezentacji Burkiny Faso Barro zadebiutował w 2001 roku. W 2004 roku został powołany do kadry na Puchar Narodów Afryki 2004 i wystąpił tam w 2 meczach: z Senegalem (0:0) i z Mali (1:3). Od 2001 do 2007 roku wystąpił w kadrze narodowej 23 razy.